# ردود الأفعال على كتاب أصل الأنواع
شملت ردود الأفعال المباشرة على كتاب أصل الأنواع، الذي وصف فيه تشارلز داروين التطور بالاصطفاء الطبيعي، جدالًا عالميًا، مع أن احتدام الجدال كان أقل منه على أعمال سابقة مثل آثار التاريخ الطبيعي للخلق. راقب داروين الجدال عن كثب، مشجعًا ثوماس هنري هكسلي في نزالاته الفكرية ضد ريتشارد أوين لإنهاء الهيمنة الكنسية على المؤسسة العلمية. وفي حين أبعد المرض داروين عن المناظرات العلنية، فقد قرأ بنهم عنها وحشد الداعمين له عن طريق المراسلات.
كانت الآراء الدينية مختلطة، إذ وقفت المؤسسة العلمية لكنيسة إنجلترا ضد الكتاب، في حين دعم المسيحيون الليبراليون بقوة اصطفاء تشارلز داروين الطبيعي بوصفه أداةً لتصميم الإله. سرعان ما تحول الجدل الديني بنشر المقالات والمراجعات والجدال عن النقد الأعلى.
حدثت أشهر المواجهات في العلن في مناظرة أوكسفورد عن التطور عام 1860 خلال اجتماع للاتحاد البريطاني لتقدم العلم، عندما جادل أسقف أوكسفورد صامويل ويلبرفورس ضد تفسير داروين. في المناظرة الأصلية، احتج جوزيف هوكر بشدة لصالح التطور الدارويني. بلغ دعم ثوماس هكسلي للتطور من الشدة ما جعل الإعلام والعامة يكنونه «كلب داروين». أصبح هكسلي أشد المدافعين عن نظرية التطور في المرحلة الفيكتورية. شعر كل من الطرفين بأنهما منتصران في الجدال، ولكن هكسلي رأى أن الحوار محوري في الصراع بين الدين والعلم واستخدم مصطلح الداروينية لعقد الحملات ضد سلطة رجال الدين في التعليم، بالإضافة إلى الترويج بجرأة لمفهوم «أصل الإنسان قرد».

## خلفيتها
تطورت أفكار داروين بسرعة بعد العودة من رحلة البيغل في عام 1836. بحلول ديسمبر 1838، كان قد طور المبادئ الأساسية لنظريته. في الوقت نفسه، كانت أفكار مشابهة تصم آخرين بعار الارتباط بعصابة التطوريين. كان يعي الحاجة للإجابة على كل الاعتراضات المحتملة قبل النشر. مع استمراره بالبحث، كان لديه كمية كثيفة من العمل لتحليل نتائج رحلة البيغل ونشرها، وكثيرًا ما أخره المرض.
كان التاريخ الطبيعي في ذلك الوقت محكومًا بعلماء الطبيعة من رجال الدين الذين رأوا علمهم كشفًا لخطة الإله، والذين كان يأتي دخلهم من كنيسة إنجلترا الرسمية. وجد داروين ثلاثة حلفاء مقربين. عالم الجيولوجيا البارز تشارلز لييل، والذي أثرت كتبه على تشارلز داروين في صغره خلال رحلة البيغل، وصادق داروين الذي رآه داعمًا لآرائه عن العمليات الجيولوجية التدريجية بالخلق الإلهي المستمر للأنواع. بحلول عقد الأربعينيات في القرن التاسع عشر، صادق داروين عالم النباتات اليافع جوزيف دالتون هوكر الذي تبع أباه في مجال العلم، وبعد الذهاب في رحلة استقصاء استخدم معارفه ليجد لنفسه في النهاية منصبًا. في خمسينيات القرن التاسع عشر التقى داروين بثوماس هكسلي، وهو عالم طبيعة طموح كان عائدًا من رحلة استقصاء طويلة، ولكنه كان يفتقد لثراء العائلة أو المعارف ليجد لنفسه مسارًا مهنيًا وقد انضم للمجموعة التقدمية التي أحاطت بهربرت سبنسر تطلعًا لجعل العلم مهنةً له، في حل من رجال الدين.
كان هذا أيضًا وقت نزاع محتدم حول الأخلاقيات الدينية في إنجلترا، حيث أدت الإنجيلية إلى زيادة حرفية رجال الدين الذين كان يتوقع منهم فيما سبق التصرف كسادة في بلادهم ذوي مصالح واسعة، ولكنهم أصبحوا حينها مركزين بجد على مهام توسع انتشار الدين. ظهرت أرثوذكسية جديدة تدعو لفضائل الحقيقة ولكنها تغرس أيضًا معتقدات بأن الإنجيل يجب أن يقرأ بشكل حرفي وأن الشك الديني بحد ذاته خطيئة ويجب لذلك ألا يناقش. كان العلم أيضًا يصير احترافيًا وألقت سلسلة من الاكتشافات بظلال الشك على التفسيرات الحرفية للإنجيل وصدق من ينكرون هذه الاكتشافات. اندلعت سلسلة من الأزمات بجدالات محتدمة وانتقادات بشأن قضايا مثل دستور الإنسان لجورج كومب وآثار التاريخ الطبيعي للخلق المنشور لكاتب مجهول والذي حول الجماهير الغفيرة للشعب باتجاه الاعتقاد بأن القوانين الطبيعية تتحكم بتطور الطبيعة والمجتمع. شكك النقد التاريخي الألماني بالإنجيل كوثيقة تاريخية على عكس العقيدة الإنجيلية بأن كل كلمة فيه من الوحي المقدس. حتى أن رجال الدين المنبوذين بدؤوا بالتشكيك بالمباني الأساسية المتفق عليها للأخلاقيات المسيحية، وأدى تعليق بينجامين جويت 1855 على رسائل القديس بولص إلى عاصفة من الجدل.
بحلول سبتمبر 1854 وصلت كتب داروين الأخرى مرحلةً باتت فيها قادرة على تحويل اهتمامه بشكل كامل إلى الأنواع، ومن هنا بدأ العمل على نشر نظريته. في 18 يونيو 1858 تلقى ظرفًا من ألفريد راسل والاس فيه نحو عشرين صفحة تصف آلية تطورية مشابهة لنظرية داروين نفسه. وضع داروين المسألة في أيدي صديقية لييل وهوكر، اللذين وافقا على عرض تقديم مشترك للجمعية اللينية في 1 يوليو 1858. كانت أبحاثهم معنونة، عند جمعها، عن ميل الأنواع لتشكيل أصناف؛ وعن استمرار الأصناف والأنواع بالوسائل الطبيعية للاصطفاء.

### نشر أصل الأنواع
عمل داروين عندها على «خلاصة» مقتطعة من مخطوطته عن الاصطفاء الطبيعي. وافق الناشر جون موري على العنوان عن أصل الأنواع من خلال الاصطفاء الطبيعي وبدأ مبيع الكتاب في 22 نوفمبر 1859. فاق عدد طالبي الكتاب عدد النسخ البالغ 1250 آنذاك، وبدأ داروين -وهو ما يزال حينها في بلدة منتجع إلكلي- بإجراء التصحيحات للطبعة الثانية. أرسل له الروائي تشارلز كينغزلي -وهو رئيس كنيسة البلاد ومسيحي اشتراكي- رسالة ثناء: «يدهشني ذلك... إذا كنت على حق فعلي التخلي عن الكثير مما آمنت به» كان «تصورًا نبيلًا للإله أن نؤمن بأنه خلق أشكالًا بدائية تستطيع التطور بنفسها... بالمقارنة مع الإيمان بأنه احتاج تدخلًا جديدًا لملء الثغرات التي صنعها بنفسه». أضاف داروين هذه الأسطر إلى آخر فصل، ونسبها إلى «مؤلف بارز ومبجل».

## أولى المراجعات
كان المراجعون أقل تشجيعًا. قبل النشر بأربعة أيام، سرعان ما التقطت مراجعة منشورة في مجلة آثينايوم الموثوقة (من قبل جون لايفتشايلد، ولكنها نشرت دون اسم مؤلف كما جرت العادة آنذاك) التلميحات غير المعلنة مثل «بشر من القردة» والتي كانت جدليةً أصلًا من آثار التاريخ الطبيعي للخلق، ولاحظت ازدراء اللاهوتيين، ملخصةً «عقيدة» داروين بأنه يرى أن الإنسان «ولد بالأمس – وسيندثر غدًا» وخلصت المراجعة إلى أن «العمل يستحق الاهتمام، وبلا شك فإنه سيلاقي اهتمامًا. وسيدخل علماء الطبيعة في نقاشات وتحديات في المجال المميز الخاص بالمؤلف؛ ونتصور أنه سيكون هناك نزاع شديد على الوجود النظري على الأقل. سيقول اللاهوتيون -وسيكون من حقهم أن يسمع صوتهم- لم نبني نظريةً مفصلةً أخرى لإقصاء الإله من عمليات الخلق المتجددة؟ لم لا نعترف فورًا بأن الأنواع الجديدة قدمتها الطاقة الخلاقة للإله مطلق القدرة؟ لم لا نقبل التدخل المباشر، بدل تطور القانون والفعل الذي لا حاجة لكونه بعيدًا أو غير مباشر؟ بعد تقديم المؤلف وعمله، علينا أن نتركهما تحت رحمة قاعة اللاهوت، والكلية، وقاعة المحاضرات، والمتحف». في إلكلي، ثار داروين «ولكن الطريقة التي يجر فيها الخلود إلى الأمر، ويؤجج رجال الدين ضدي، ويتركني تحت رحمتهم، طريقة وضيعة. لن يحرقني بأي حال؛ ولكنه يجهز الحطب ويقول للوحوش السوداء كيف تصطادني». لوى داروين كاحله وساءت صحته، وكما كتب لأصدقائه فقد كان الوضع «مزريًا».
بحلول 9 ديسمبر حين غادر داروين إلكلي ليعود لمنزله، كان موري قد أخبره بأنه ينظم طبعةً ثانيةً من 3,000 نسخة. كان هوكر قد أقنع وتحول رأيه، وكان لييل «شامتًا تمامًا» وكتب هكسلي «بثناء هائل جدًا»، قائلًا إنه كان يسن «مخالبه ومنقاره» لينزع أحشاء «الكلاب الضالة التي ستنبح وتعوي».